# جيمس ر. ميد
جيمس ر. ميد هو سياسي أمريكي، ولد في 3 مايو 1836، وتوفي في 31 مارس 1910. انتخب عضو مجلس ولاية كانساس ‏.